# Gran Premio de Baltimore

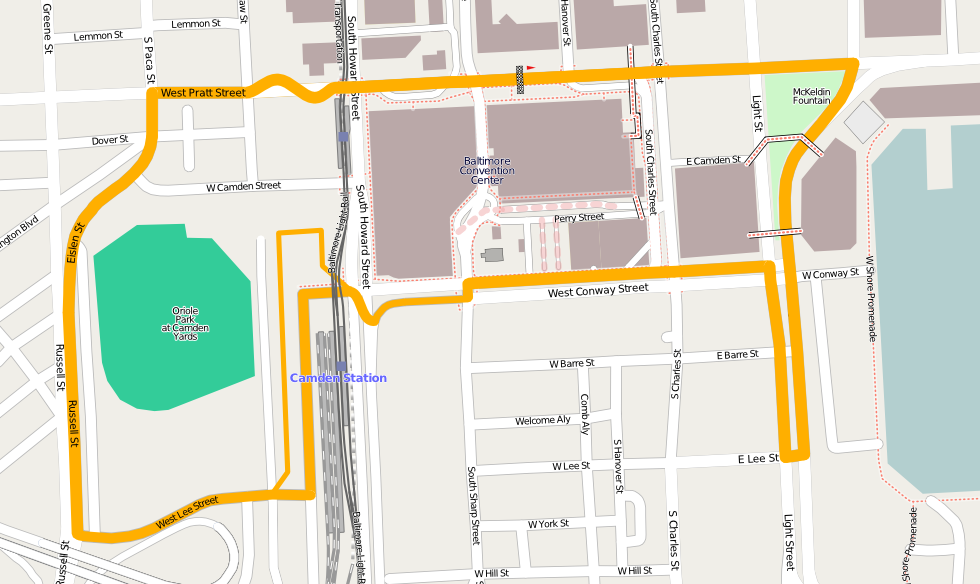
Mapa provisional del circuito callejero de Baltimore.

El Gran Premio de Baltimore es una carrera de automovilismo que tiene lugar en un circuito de carreras callejero en la ciudad de Baltimore, Estados Unidos a partir de 2011. En su primera edición, tuvo a la IndyCar Series y la American Le Mans Series como categorías principales, y la Indy Lights, la Star Mazda y la U.S. F2000 como categorías de soporte. La última carrera callejera disputada en el noreste del país había sido el Gran Premio de Washington de 2002, celebrado en el Robert F. Kennedy Memorial Stadium en Washington D. C., también con la presencia de la American Le Mans Series.
La edición 2011 tuvo lugar el primer fin de semana de septiembre, aprovechando el feriado del Labor Day. El circuito mide 3.900 metros de largo y se sitúa sobre Inner Harbor, rodeando el estadio de béisbol Oriole Park at Camden Yards y el centro de convenciones de la ciudad.

## Ganadores

### Monoplazas
| Año  | IndyCar Series   | IndyCar Series    | IndyCar Series   |
| Año  | Piloto           | Automóvil         | Equipo           |
| ---- | ---------------- | ----------------- | ---------------- |
| 2011 | Will Power       | Dallara-Honda     | Penske           |
| 2012 | Ryan Hunter-Reay | Dallara-Chevrolet | Andretti         |
| 2013 | Simon Pagenaud   | Dallara-Honda     | Schmidt Hamilton |

### American Le Mans Series
| Año  | LMP1                                      | LMP2                                        | LMPC                                     | GT                                              | GTC                                       |
| ---- | ----------------------------------------- | ------------------------------------------- | ---------------------------------------- | ----------------------------------------------- | ----------------------------------------- |
| 2011 | Humaid Al Masaood Steven Kane Lola B09/86 | -                                           | Kyle Marcelli Tomy Drissi Oreca FLM09    | Wolf Henzler Bryan Sellers Porsche 911          | Jeroen Bleekemolen Tim Pappas Porsche 911 |
| 2012 | Michael Marsal Eric Lux HPD ARX-03a       | Christophe Bouchut Scott Tucker HPD ARX-03b | Ryan Dalziel Alex Popow Oreca FLM09      | Wolf Henzler Bryan Sellers Porsche 911          | Patrick Pilet Al Carter Porsche 911       |
| 2013 | Lucas Luhr Klaus Graf HPD ARX-03a         | Marino Franchitti Guy Cosmo HPD ARX-03b     | Tristan Nunez Charlie Shears Oreca FLM09 | Jan Magnussen Antonio García Chevrolet Corvette | Dion von Moltke Seth Neiman Porsche 911   |